# Gać
Gać (pronunciación en polaco: /ɡat͡ɕ/) es un pueblo situado en el municipio (gmina) de Oława, en el distrito de Oława, voivodato de Baja Silesia (Polonia). Según el censo de 2021, tiene una población de 446 habitantes.
Está ubicado a unos 7 kilómetros al sureste de Oława y a unos 36 kilómetros al sureste de la capital regional, Wrocław.